# Puerto Padre
Puerto Padre – miasto na Kubie; 79 400 mieszkańców (2006). Przemysł spożywczy, włókienniczy.